# Escadrille 2S
L'escadrille 2S est une escadrille de l'aviation navale française créée le 1er avril 1955 et renommée flottille 24F le 10 mars 2000.

## Bases
- BAN Arzew (novembre 1943-juin 1946)
- BAN Lann-Bihoué (avril 1955-mars 2000)

## Appareils
- Aérospatiale N262E Frégate (?)
- Embraer EMB-121 Xingu (?)